# Wapen van Pont-à-Celles
Het wapen van Pont-à-Celles is het gemeentelijke wapen van de gemeente Pont-à-Celles in de Belgische provincie Henegouwen. Het wapen werd in 1924 aan de gemeente toegekend en in 1981 bij de in 1977 ontstane fusiegemeente erkend. Het wapen is sindsdien niet gewijzigd.

## Geschiedenis
Pont-à-Celles kreeg op 25 februari 1924 officieel de eerste versie van het wapen toegekend. De gemeente heeft het wapen, op basis van het wapen van de laatste heren van Pont-à-Celles, de familie Visscher, aangevraagd in 1919. In 1977 werd een nieuwe gemeente Pont-à-Celles gevormd door een fusie tussen zes gemeenten, waarvan alleen de oude gemeente Pont-à-Celles een wapen voerde. De gemeenten die samen gingen met Pont-à-Celles waren: Buzet, Luttre (in 1841 juist van Pont-à-Celles verzelfstandigd), Obaix, Thiméon en Vieville. De nieuw gevormde gemeente kreeg haar wapen op 16 september 1977 officieel toegekend. Bij het erkennen van het wapen, werd een puur redactionele wijziging in de beschrijving gemaakt, waardoor de oude en nieuwe omschrijving vrijwel gelijk zijn.

## Blazoenering
De beschrijving van het eerste wapen luidt als volgt:
De gueules au sautoir d'or; l'écu sommé d'une couronne à neuf perles et supporté par deux lions d'or contournés, lampassés et armés de gueules.

Van keel met een schuinkruis van goud; het schild getopt met een kroon van negen parels en gehouden door twee afgewende leeuwen van goud, getond en genageld van keel.
Het wapen heeft de volgende heraldische kleuren: keel (rood) en goud (geel). Op het schild staat een baronnenkroon van 9 parels en het schild heeft twee gouden leeuwen als schildhouders.
Het tweede wapen van Pont-à-Celles heeft de volgende omschrijving:
De gueules au sautoir d'or; l'écu sommé d'une couronne à neuf perles et supporté par deux lions d'or contournés, armés et lampassés de gueules.

Van keel met een schuinkruis van goud; het schild getopt met een kroon van negen parels en gehouden door twee afgewende leeuwen van goud, genageld en getond van keel.
Het wapen is ongewijzigd, alleen de volgorde van omschrijven van de kleuren van de leeuwen is gewijzigd.